# Raghunathpur (PS-Dankuni)
Raghunathpur (PS-Dankuni) is een census town in het district Hooghly van de Indiase staat West-Bengalen. Achter de plaatsnaam Raghunathpur wordt vaak een verwijzing naar het nabijgelegen Dankuni toegevoegd, om onderscheid te maken met Raghunathpur (PS-Magra), een gelijknamige plaats in hetzelfde district.

## Demografie
Volgens de Indiase volkstelling van 2001 wonen er 7996 mensen in Raghunathpur (PS-Dankuni), waarvan 51% mannelijk en 49% vrouwelijk is. De plaats heeft een alfabetiseringsgraad van 73%.